# Politisches System Kenias
Das politische System von Kenia ist das einer Präsidialrepublik, der Staatspräsident ist gleichzeitig Regierungschef. Der Präsident wird auf begrenzte Zeit gewählt und ist an bestimmte Machtgrenzen (durch Verfassung oder Tradition) gebunden. Es existiert ein Zweikammerparlament bestehend aus der Nationalversammlung und dem Senat.
Im Demokratieindex 2019 der britischen Zeitschrift The Economist belegt Kenia Platz 94 von 167 Ländern und gilt damit als ein „Hybridregime“ aus demokratischen und autoritären Elementen. Im Länderbericht Freedom in the World 2017 der US-amerikanischen Nichtregierungsorganisation Freedom House wird das politische System des Landes als „teilweise frei“ bewertet. 

## Überblick
Politik in Kenia ist immer Parteipolitik – und diese wiederum ist häufig am Interesse der einzelnen Ethnien bzw. von Bündnissen an jeweiligen Partikularinteressen orientiert. Wesentlich ist also die Frage: Wie viel Macht, Einfluss, Posten und Geldfluss in die Provinzen ist für meine Ethnie mit der Wahl eines Kandidaten verbunden? Insofern sind Parteien nicht mit denen westlicher Prägung zu verwechseln, die auf Grundwerten, Ideologien oder Glaubensrichtungen gebaut sind und diese Vorstellungen in Programmen fixiert haben. Es kann vorkommen, dass in Kenia bei der Neugründung einer Partei der neue Vorsitzende auf die Frage nach einem Programm ungehalten sagt: „Das kommt dann noch!“ Einer Partei wie SAFINA, die versucht hat sich an einem Programm über die Ethnien hinaus zu orientieren, kann man keine große Zukunft attestieren. Die Begriffe „liberal“, „national“ oder „demokratisch“ sind relativ austauschbar. Die meisten der bedeutenden kenianischen (Oppositions-)Politiker waren oder sind in der einen oder anderen Form – bis zum Ministerrang – selbst an der Regierung beteiligt. Ein typischer politischer Werdegang ist der von Raila Odinga, der wegen Putschversuchs im Gefängnis saß und mehreren Parteien, aber auch Regierungen als Minister angehörte. Selbst die Gruppe der „Jungtürken“, also der im Establishment noch unverbrauchten Politiker, wie der ehemalige Oppositionsführer Uhuru Kenyatta, war oft schon Assistant Minister. Für das Establishment stand die Figur von Präsident Mwai Kibaki selbst.
Diese Grundpositionen machen das blitzartige Wechseln von Ämtern und Konstellationen, Parteibündnissen und Ministerämtern oder die Hereinnahme von Oppositionspolitikern in die Regierung verständlich.
Einen Überblick der demokratischen Entwicklung, des Verfassungskonflikts und der Korruption gab 2007 (nach vielen Hirtenbriefen) erneut die engagierte katholische Bischofskonferenz, die sich deutlich für Menschenrechte, Frieden, Verfassungsreform, „Good Governance“ und gegen Tribalismus und Gewalt (z. B. deshalb auch gegen Massenkundgebungen) aussprach.
Die drei ersten Präsidenten Kenias waren Jomo Kenyatta (1964–1978), Daniel arap Moi (1978–2002) und Mwai Kibaki (2002–2013). Seit 2013 ist Uhuru Kenyatta, Jomo Kenyattas ältester Sohn, Präsident.

## Parteien
Folgende Parteien existieren in Kenia:

### Parlamentsparteien
Die NARC (National Rainbow Coalition) war 2002 ein Parteienbündnis von DP, FORD-K, LDP und NPK zur Wahl von Präsident Kibaki – er wurde mit 62 % gewählt; ab 2006 keine direkte politische Kraft mehr, Übergang in NARC-K (eine eigene Partei mit unklaren Verbindungen z. B. zur DP des Präsidenten)
| Kürzel     | Name                                            | Gründungsjahr    | Vorsitz              | Anmerkungen                                             |
| ---------- | ----------------------------------------------- | ---------------- | -------------------- | ------------------------------------------------------- |
| DP         | Democratic Party                                | 1996             | Mwai Kibaki          |                                                         |
| Ford Asili | Ford Asili                                      | 16. Oktober 1992 | Kenneth Matiba       | seit 2002: 2 der 212 Parlamentssitze                    |
| FORD-P     | Forum For The Restoration Of Democracy - People | 1996             | Simeon Nyachae       | seit 2002: 14 der 212 Parlamentssitze                   |
| FORD-K     | Forum For The Restoration Of Democracy - Kenya  | 1990             | Musikari Kombo       | -                                                       |
| KANU       | Kenya African National Union                    | 1950             | Uhuru Kenyatta       | Partei des Präsidenten                                  |
| LDP        | Liberal Democratic Party                        | 2002             | David Musila         | -                                                       |
| LPK        | Labour Party of Kenya                           | ?                | Peter Kubebea        | -                                                       |
| NARC       | National Rainbow Coalition                      | 2005             | ?                    | seit 2002 Parteienbündnis: 122 von 212 Parlamentssitzen |
| NPK        | National Party Of Kenya                         | 1992             | Charity Kaluki Ngilu | -                                                       |
| NEW KANU   | (Neue Kanu)                                     | 2005             | Amukowa Anangwe      | dahinter steht Nicholas Biwott                          |
| SAFINA     | Safina Party Of Kenya („Brücke“)                | 1990             | Paul Muite           | seit 2002: 2 der 212 Parlamentssitze                    |
| Shirikisho | Shirikisho Party Of Kenya („Union“)             | 1997             | Yusuf Abubakar       | seit 2002: 1 der 212 Parlamentssitze                    |

### Nicht im Parlament vertretene Parteien
- Mazingira Green Party of Kenya – die kenianischen Grünen wurden 2003 von der späteren Nobelpreisträgerin Wangari Maathai gegründet. „Mazingira“ ist das Wort „Umwelt“ in Swahili.
- Madaraka Party of Kenya – Partei der Jugend, die für good governance und Nachhaltigkeit steht.
- CCU - Chama Cha Uzalendo, eine sozialistische Gruppierung. Die Partei wurde 2005 von Maur Abdallah Bwanamaka gegründet. Der Parteiname in Swahili bedeutet „Patriotische Partei“.

### Neu-Gruppierung der Parteien 2006
- Spaltung der NARC. Nach dem gescheiterten Verfassungsreferendum Ende 2005 entließ Kibaki die gesamte Regierung und berief anschließend in eine „Regierung der Nationalen Einheit“ nur Minister, die das Referendum unterstützt hatten, darunter auch Angehörige der bisherigen Opposition. Damit war die LDP aus der Regierung ausgeschieden und formierte sich zunächst gemeinsam mit der KANU zum Orange Democratic Movement (siehe unten). Die NARC blieb als juristische Hülle in der Hand der Vorsitzenden Charity Ngilu, die aber von den zentralkenianischen Politikern um Kibaki nicht akzeptiert wurde. Diese Kreise gründeten nun als gesonderte Partei NARC-Kenya, um das bisherige Symbol für den kommenden Wahlkampf des Präsidenten zu behalten.
- Die NARC-K (National Rainbow Coalition-Kenya) wurde von einem Teil der bei Kibaki verbliebenen NARC-Politiker 2006 als Plattform für Kibakis Wiederwahl ins Leben gerufen. Der Gruppierung gelang es, bei Nachwahlen zum Parlament auf Anhieb 3 von 5 anstehenden Wahlkreisen zu gewinnen. Im Jahr 2007 kam das Projekt jedoch zum Stocken, nachdem Teile der bisherigen NARC-Koalition die Gruppe nicht unterstützten.
- Party of National Unity: Um die Rivalität unter den Parteien und Persönlichkeiten im Regierungsbündnis zu neutralisieren, ließ Kibaki kurz vor der Wahl im Oktober 2007 ein neues Wahlbündnis gründen. Diese „Partei der Nationalen Einheit“ sollte sowohl für die Präsidentschaftswahlen als auch für Parlament und kommunale Ebene antreten. Bei den Parlamentswahlen war das Bündnis mit ca. 43 Abgeordneten wenig erfolgreich, da die ihm angeschlossenen Parteien oft mehrere Kandidaten gegeneinander aufstellten. Zudem wurden viele Abgeordnete des bisherigen als korrupt verschrienen Parlaments abgewählt, darunter zahlreiche Kibaki-Minister und PNU-Kandidaten.
- ODM-K (Orange Democratic Movement-Kenya): Am 25. August 2006 beschloss die Opposition, im Wesentlichen die KANU und die LDP unter dem beim Verfassungsreferendum erfolgreichen ODM-Bündnis, aus ihren Parteien eine neue Partei zu formen. Nur so rechnete man sich gegen NARC-K eine Chance aus. Die Partei musste den Namen auf ODM-Kenya ändern, da der Rechtsanwalt Mugambi Imanyara bereits im Jahre 2005 heimlich eine Partei namens „Orange Democratic Movement Party of Kenya“ samt dem Recht auf Verwendung des Orangensymbols registriert hatte. Parteisymbole sind angesichts der hohen Analphabetenquote wichtig für die Verwendung auf den Wahlzetteln. ODM-K durfte anderthalb Orangen als Symbol verwenden. Es wurde regional stark im Kambaland und zog mit 16 Abgeordneten ins Parlament ein, wo es umgehend eine Koalition mit Kibakis PNU einging.
- ODM (Orange Democratic Movement): Die ODM-Bewegung spaltete sich vor der Wahl 2007. Der Minderheitengruppe unter Kalonzo Musyoka gelang es, die registrierte Partei ODM-K unter ihre Kontrolle zu bringen und mit ihr zur Wahl anzutreten. Die Mehrheitsgruppe um Raila Odinga hatte Schwierigkeiten, eine weitere Partei auf einen mit der ursprünglichen Partei verwandten Namen registrieren zu lassen. So kaufte sie Imanyara die Rechte an der von ihm registrierten Partei ODMPK ab und konnte das Orangensymbol im Wahlkampf verwenden, dabei firmierte sie unter dem Namen „Orange Democratic Movement“. Die Reste der ursprünglichen NARC unter der Vorsitzenden Ngilu schlossen sich ODM im Oktober an. ODM unterlag bei den offenkundig manipulierten Präsidentschaftswahlen, wurde aber mit 99 Abgeordneten die weitaus größte Partei im Parlament.
- Die älteste Partei, KANU, hatte sich 2005 der ODM-Bewegung angeschlossen. Sie wurde daraufhin von schweren Turbulenzen geschüttelt, die zwischen der neuen Parteiführung um Uhuru Kenyatta und alten Parteikadern um Nicholas Biwott ausgetragen wurden. Versuche Biwotts, mit Hilfe von ihm selbst am Vorstand vorbei einberufener Delegiertenkonferenzen die Partei zu übernehmen, scheiterten trotz Unterstützung der Regierung vor den Gerichten. Im Sommer 2007 entschied sich dann Kenyatta unter dem Druck der Parteimitgliedschaft und des ehemaligen Präsidenten Daniel arap Moi, die Verbindung mit ODM aufzugeben und die erneute Kandidatur von Kibaki und sein Wahlbündnis PNU zu unterstützen. Die KANU behielt sich dabei das Recht vor, ihre Kandidaten unter eigenem Namen antreten zu lassen. In das Parlament zog die KANU 2007 mit 14 Abgeordneten ein.

## Wahlen

### Allgemeine Wahlen 2007
Die Wahlen im Dezember 2007 standen unter dem Zeichen der Neugruppierung der Parteien. Kibaki hatte mit der PNU eine neue Partei gebildet, da sich die Vorsitzende der NARC, Charity Ngilu, mit der juristischen Hülle der NARC auf die Seite ihres Gegenspielers Odinga begab. Das Orange Democratic Movement konstituierte sich zur Partei ODM.
Die beiden wichtigsten Kontrahenten waren auf der einen Seite Präsident Mwai Kibaki für die Partei PNU und auf der anderen Seite Raila Odinga für die Partei Orange Democratic Movement. Drittstärkster Kandidat war Kalonzo Musyoka für eine Splittergruppe der ODM.

#### Präsidentschaftswahlen
Nach den Wahlen am 27. Dezember 2007 entstanden Tumulte, da Wahlhelfer aus Nairobi mit den Stimmzetteln verschwanden. Raila Odinga führte bei den vorläufigen Auszählungen mit einer deutlichen Mehrheit.
Vor der Wahl besetzte Kibaki die Mehrheit der 22-köpfigen Wahlkommission mit ausschließlich von ihm ausgewählten Kandidaten. Dies stand im Widerspruch zur vorherigen Praxis, wonach der Präsident die Kommissare auf Vorschlag der im Parlament vertretenen Parteien nach deren Fraktionsstärke ernannte.
Am 30. Dezember 2007 wurde Mwai Kibaki von Kenias Wahlkommission zum Sieger ernannt. Er soll mit rund 230.000 Stimmen Vorsprung gegenüber dem aussichtsreichsten Verfolger Raila Odinga gewonnen haben. Bei der Wahlauszählung kamen offenkundige Unregelmäßigkeiten vor. So lag die Wahlbeteiligung in einem Wahlkreis der Zentralprovinz bei 115 %. Die Wahlbeobachter der EU waren in einem anderen Wahlkreis bei der Feststellung eines Ergebnisses von rund 50.000 Stimmen für Kibaki selbst vor Ort; diese Zahl wurde dann bei der Feststellung der Zahlen in Nairobi durch die Wahlkommission auf 75.000 erhöht. Die Opposition warf Kibaki Wahlfälschung vor und forderte eine Neuauszählung. Doch auch bei der Opposition traten Unregelmäßigkeiten auf. Alexander Graf Lambsdorff, der deutsche Leiter der EU-Wahl-Beobachtermission, forderte eine Neuauszählung der Stimmen: „Es gibt Wahllokale, in denen die Beteiligung bei 99 Prozent liegt – das gibt es normalerweise in Kenia nicht. Und zwar sowohl in der Zentralprovinz des Präsidenten als auch bei Herrn Odinga.“
Nach dem umstrittenen Wahlsieg von Präsident Mwai Kibaki kamen bei gewaltsamen Protesten, Zusammenstößen mit der Polizei und Auseinandersetzungen in den Armenvierteln Hunderte von Menschen ums Leben. In verschiedenen Landesteilen wurden insbesondere Menschen aus der Ethnie der Kikuyus angegriffen, getötet und danach verbrannt.
Nach der Eskalation der Gewalt gestand der Vorsitzende der Wahlkommission Kivuitu vor Journalisten ein, er habe das Wahlergebnis nur unter Druck verkündet und wisse selber nicht, wer die Wahl gewonnen habe.
Ende Januar 2008 kamen auf Vermittlung des ehemaligen UN-Generalsekretärs Kofi Annan Kibaki und Odinga zu Gesprächen zusammen, um eine Lösung der politischen Krise in Kenia zu finden. Im Februar wurden erste Fortschritte bekanntgegeben. So sollten innerhalb eines Jahres eine neue Verfassung und eine Reform des Wahlrechts ausgearbeitet werden. Am 13. April 2008 wurde Raila Odinga von Präsident Kibaki zum Ministerpräsidenten Kenias ernannt, er sollte einer Koalitionsregierung mit Vertretern der PNU und ODM vorstehen.

#### Parlamentswahlen
Bei den gleichzeitig stattfindenden Parlamentswahlen (National Assembly) erlitt Kibakis PNU eine Niederlage. Mehr als 20 Minister seiner bisherigen Regierung wurden nicht wiedergewählt, an ihrer Stelle gewannen überwiegend ODM-Kandidaten. Die Feststellung der Ergebnisse stockte jedoch für ein Viertel der Wahlbezirke zunächst; am 2. Januar galten 51 der 210 Sitze als noch nicht vergeben. Von den übrigen errang die ODM 99 Sitze gegenüber 43 für PNU und weiteren 35 für mit Kibaki verbündete Parteien (KANU, Safina). 16 Sitze entfielen auf die Regionalpartei ODM-Kenya. Die mit ODM verbündete NARC errang drei Sitze.

### Allgemeine Wahlen 2013
Bei den allgemeinen Wahlen am 4. März 2013 wurden der Präsident, die Nationalversammlung, der Senat sowie Gouverneure und Repräsentanten der Landkreise (Counties) neu gewählt. Es waren die ersten Wahlen unter Kenias neuer Verfassung und die ersten Wahlen, die von der unabhängigen Wahlkommission (IEBC) durchgeführt wurden.

#### Präsidentschaftswahlen
Bei der Präsidentschaftswahl traten acht Kandidaten an. Am 9. März wurde Uhuru Kenyatta, ältester Sohn von Kenias erstem Präsidenten Jomo Kenyatta, von der Wahlkommission zum Sieger erklärt. In der Folge wurde das Wahlergebnis von mehreren unterlegenen Parteien, vor allem Raila Odinga, vor dem Höchstgericht beeinsprucht. Am 30. März wurden alle Einsprüche abgewiesen. Laut dem am 18. Juli veröffentlichten offiziellen Endergebnis wurden für Uhuru Kenyatta 6.173.433 gültige Stimmen abgegeben, sodass mit 50,51 % aller gültigen Stimmen die notwendige absolute Mehrheit erreicht wurde. Raila Odinga erreichte mit 5.340.546 gültigen Stimmen 43,70 %.
| Kandidat             | Ergebnis  | Ergebnis | Position zur Zeit der Nominierung              | Running Mate         | Koalition      | Partei     |
| Kandidat             | Stimmen   | Prozent  | Position zur Zeit der Nominierung              | Running Mate         | Koalition      | Partei     |
| -------------------- | --------- | -------- | ---------------------------------------------- | -------------------- | -------------- | ---------- |
| Uhuru Kenyatta       | 6.173.433 | 50,51 %  | Stellvertretender Premierminister              | William Ruto         | Jubilee        | TNA        |
| Raila Odinga         | 5.340.546 | 43,70 %  | Premierminister                                | Kalonzo Musyoka      | CORD           | ODM        |
| Musalia Mudavadi     | 483.981   | 3,96 %   | Stellvertretender Premierminister              | Jeremiah Ngayu Kioni | Amani          | UDF        |
| Peter Kenneth        | 72.786    | 0,60 %   | Abgeordneter, Gatanga Constituency             | Ronald Osumba        | Eagle Alliance | KNC        |
| Mohammed Abduba Dida | 52.848    | 0,43 %   | Ehemaliger Oberschullehrer                     | Joshua Odongo        | –              | ARC        |
| Martha Karua         | 43.881    | 0,36 %   | Abgeordneter, Gichugu Constituency             | Augustine Lotodo     | –              | NARC-Kenya |
| James ole Kiyiapi    | 40.998    | 0,34 %   | Ehemaliger Staatssekretär, Bildungsministerium | Winnie Kaburu        | –              | RBK        |
| Paul Muite           | 12.580    | 0,10 %   | Ehemaliger Abgeordneter, Kikuyu Constituency   | Shem Ochuodho        | –              | Safina     |

#### Parlamentswahlen
Bei den Wahlen zur Nationalversammlung entfielen von 349 Sitzen 167 Sitze auf die Jubilee-Koalition, 141 auf die CORD-Koalition, 24 auf die Amani-Koalition sowie weitere 17 Sitze auf sonstige Kleinparteien.

### Allgemeine Wahlen 2017

#### Präsidentschaftswahlen
Die Wahl im August 2017 gewann Kenyatta mit rund 54 % der Stimmen gegen Odinga; allerdings wurde sie wegen Unregelmäßigkeiten für ungültig erklärt und musste im Oktober wiederholt werden. Odinga boykottierte diese Wahl. Kenyatta gewann mit 98 % der Stimmen, allerdings betrug die Wahlbeteiligung nur rund 39 %, während sie im August bei 80 % gelegen hatte.

### Allgemeine Wahlen 2022
Präsidentschafts-, Parlaments- und Regionalwahlen fanden am 9. August 2022 statt. Bei der Wahl zum Staatspräsidenten durfte Amtsinhaber Kenyatta nicht mehr antreten. Vizepräsident  William Ruto kandidierte gegen Raila Odinga um seine Nachfolge.

## Nichtregierungsorganisationen
Zahlreiche Nichtregierungsorganisationen (NGO) haben in den letzten Jahrzehnten ihren Teil zu einem bürgerschaftlichen Engagement beigetragen.
- Ein berühmtes Beispiel ist das Green Belt Movement der Friedensnobelpreisträgerin Wangari Maathai.
- Maendeleo ya Wanawake Organisation (MYWO): Frauenorganisation

## Die neue Verfassung

### Referendum
Die aktuelle Demokratisierungsbewegung macht sich am Streit um eine neue Verfassung fest. Sie wurde in einem emotional heftigen und jahrelangen öffentlichen Diskussionsprozess, einer Art „Nationalversammlung“ (zuletzt in einem Freiluftmuseum, den „Bomas of Kenya“), entwickelt.
Im November 2005 hat die Bevölkerung nach einer das Land stark polarisierenden Kampagne in einer Volksabstimmung votiert. Einer der größten Streitpunkte war die starke Stellung des Präsidenten gegen die Vorstellung von der mit einem starken Ministerpräsidenten geteilten Macht. Am 21. November 2005 erfolgte über die neue Verfassung, ein Werk in 21 Kapiteln, 290 Artikeln und sechs „Fahrplänen“, ein Referendum. Dieser Entwurf entsprach nicht dem ursprünglichen „Bomas Zero Draft“, sondern war ein stark veränderter Verfassungsentwurf der Regierung, den der Attorney General als „Wako Draft“ vorgelegt hatte.
Der Verfassungsentwurf sprach sich für einen starken Präsidenten aus. Viele gesellschaftliche Gruppierungen bezogen Stellung: Dem neuen Verfassungsentwurf konnte man nur pauschal zustimmen oder ihn ablehnen. So rief z. B. die katholische Bischofskonferenz, die eher zum „Yes-Flügel“ (ihr Zeichen: die Banane) gehört, die Kenianer zur Abstimmung auf. Einer der Bischöfe, Philip Sulumeti, war führend an diesem Prozess beteiligt. Zündstoff bot der Artikel 288, der im 6. Fahrplan sogar die Zeit festlegte, in der alle Menschenrechtsverletzungen der bisherigen Regierungen von einer Untersuchungskommission aufgegriffen und verfolgt werden müssten. Zum „No-Lager“, dem Orange Democratic Movement (ODM) – ihr Zeichen: die Orange –, gehörten z. B. die frühere Staatspartei KANU mit ihrem Vorsitzenden Uhuru Kenyatta (ein Kikuyu und Sohn des ehemaligen ersten Präsidenten Kenias, Jomo Kenyatta), aber auch ein anderer Sohn einer ehemaligen Politgröße Oginga Odinga, der über seine Partei (LDP) an der Regenbogenkoalition beteiligte Raila Odinga (ein Luo), der gern das (nach der neuen Verfassung, starke) Ministerpräsidentenamt übernehmen wollte.
Die Volksbefragung, die am 21. November 2005 stattfand und tags darauf ausgezählt war, ergab mit 58 % eine eindeutige Ablehnung der neuen Verfassung durch die kenianische Bevölkerung. Die Wahlbeteiligung war mit ca. 40 % schwächer als erwartet. Nach dem Verlust des Verfassungsreferendums entließ Präsident Kibaki seine gesamte Regierungsmannschaft und setzte nach langen Verhandlungen dem Banana-Flügel nahestehende oder überlaufende Politiker (wieder) als Minister ein. Er löste allerdings nicht das Parlament auf, sondern beurlaubte es nur (bis zum 22. März 2006). Die Auflösung hätte Neuwahlen bedeutet, denen Kibaki sich nicht stellen wollte. Auch der deutsche Botschafter Bernd Braun empfahl Neuwahlen, da das verlorene Referendum anzeige, dass die Regierung das Vertrauen des Volkes verloren hätte. Auffällig sei auch, dass der freiwillig nach England ins Exil gegangene Journalist John Githongo, der bis zu seinem Rücktritt Anti-Korruptions-Berater des Präsidenten im Range eines Staatssekretärs gewesen war, nicht wieder eingesetzt worden sei. Deutschland hatte nach der Resignation von Githongo 50 Millionen Euro für den Anti-Korruptionskampf gestoppt. Die Regierung argumentierte nicht zu Unrecht, Referendum und Wahlen seien verschiedene Angelegenheiten. Die Neuwahlen stünden ja auch im Jahr 2007 ganz normal an.

### Das Kiplagat-Verfassungs-Komitee
Am 24. Februar 2006 ernannte Präsident Kibaki überraschend ein 15-köpfiges Expertenteam aus Juristen, Professoren und Verwaltungsexperten unter der Leitung des früheren Botschafters Bethuel Kiplagat zum neuen Verfassungskomitee. Eines der Mitglieder war zum Beispiel Onesmo K. ole Moi Yoi, ein renommierter Mikrobiologe und Abteilungsleiter am ICIPE, Nairobi. In seiner Eröffnungsrede des neuen Parlaments am 22. März 2006 verwies Präsident Kibaki darauf, dass eine neue Verfassung durch das Parlament abgesegnet werden solle. Offensichtlich sollte es nach dem Wunsch des Präsidenten kein neues Referendum mehr geben. Eine Meinungsumfrage zeigte, dass Dreiviertel der Kenianer mit einer Verfassung, die dem „Boma-draft“ entsprochen hätte, einverstanden gewesen wären.
Am 6. Juni 2006 legte das Kiplagat-Komitee nach der Anhörung vieler Bürger dem sofort positiv reagierenden Staatspräsidenten und später dem Parlament einen 133 Seiten umfassenden Report mit mehreren gangbaren Routen vor, die aus der verfahrenen Situation herausführen könnten. Jeder der Wege („routes“) zielte auf ein Referendum, also eine Volksbefragung, ab, die nicht parallel zu einer Parlaments- oder Präsidentenwahl gelegt werden sollte. Die Routen wurden mit ihren Vor- und Nachteilen auch bewertet, aber es blieb zunächst offen, wer über das Gehen der Wege zu entscheiden hatte.
- 1. Nationalversammlung („Constituent Assembly“): Hierzu hätte das Volk zunächst in einer Wahl die Mitglieder der verfassunggebenden Nationalversammlung zu bestimmen, die unter Mithilfe von Verfassungsrechtlern einen Text für ein Referendum vorlegen. Das Kiplagat-Komitee bezeichnete diesen Weg als ideal, aber teuer, zeitaufwendig und möglicherweise auch zur Polarisierung des Landes führend.
- 2. Experten-Komitee („Committee of Experts“): Dieses Komitee könnte sich auf die bereits geleistete Vorarbeit stützen und sich nur noch auf die Streitpunkte konzentrieren. Dieser Weg war weniger basisdemokratisch, aber schnell und kostengünstig; Querelen um die Wahl der richtigen Experten waren vorauszusehen.
- 3. Wahlmänner-Forum („Forum of Representatives“): Die Wahlmänner würden als Vertreter der Regierung, der Industrie und aller gesellschaftlichen Gruppierungen (Gewerkschaften, Kirchen, Frauen usw.) schnell und kostengünstig eine Verfassung vorlegen. Die Gefahr dieses Weges lag in einer möglichen Eliten-Orientierung und der Durchsetzung von deren Interessen.

Das Komitee empfahl dem Präsidenten auch, eine Versöhnungs-Kommission einzurichten, um die politischen Wunden der Vergangenheit heilen zu helfen. Dabei würden die Parlamentsmitglieder eine führende Rolle zu spielen haben, auch wenn viele der gehörten Bürger der Ansicht gewesen waren, dass gerade die Parlamentarier die Ursache für Hass und Zwietracht gewesen wären.
Das Komitee empfahl, die Streitfragen des letzten Verfassungsentwurfs („Boma-“ bzw. „Wako-draft“) je nach Bedeutung auf drei unterschiedlichen Wegen zu lösen. Die erste Kategorie wie Fragen nach der Stellung des Präsidenten (etwa im Verhältnis zum Minister-Präsidenten), Ein- oder Zwei-Kammer-Legislative oder die Provinzverwaltung könnte vom Parlament gelöst werden. In der zweiten Kategorie seien weitere Konsultationen und öffentliche Diskussionen zu führen, etwa in Fragen der islamischen Gerichtsbarkeit (Kadhi courts). Die dritte Kategorie umfasste Themen, die das Land zur Spaltung geführt hatten und diesmal gar keinen Eingang in die Verfassung finden sollten, wie die Fragen der Abtreibung oder der Homosexualität. Um in all diesen Fragen eine wirkliche Einigung zu erreichen, empfahl das Komitee, ein erhöhtes Quorum von etwa 2/3 Zustimmung anzusetzen. Bei Fragen, in denen trotz aller Diskussion zuvor keine Einigung erreicht werden würde, sollte eine gesonderte Abstimmung durch das Volk im Referendum erfolgen.

### Neuer Anlauf: Parteiübergreifendes Komitee
Am 22. August 2006 trafen sich auf Einladung des Präsidenten unter der Leitung der Justizministerin Martha Karua je zwei Vertreter von 14 Parteien, um auszuloten, wie der Verfassungsreformprozess wieder belebt werden könne. Der damalige offizielle Oppositionsführer Uhuru Kenyatta (Kanu) nahm an dem Treffen teil, Raila Odinga (LDP) blieb unter Protest fern.
Die Versammlung beschloss ein 15-köpfiges Komitee zu bilden (jede Partei entsendet einen Vertreter plus einem NGO-Vertreter), das die entscheidende und umstrittene Frage nach umfassenden (Regierung) oder Minimal-Reformen (Opposition) noch vor den nächsten Wahlen 2007 beantworten sollte. Präsident Mwai Kibaki äußerte sich anlässlich einer Feier zum 28. Todestag von Präsident Jomo Kenyatta zur Forderung nach Minimal-Reformen weniger ablehnend als zuvor.
Die Minimalreform der Opposition umfasste die Forderung nach der Beschneidung der präsidialen Macht, das Recht des Parlaments, seinen eigenen Sitzungsplan zu bestimmen, Minderheitenrechte für Frauen, Kinder und andere Gruppen, Stärkung der Rechte der Wahlkommission, um Wahlmanipulationen zu verhindern, doppelte Staatsbürgerschaft und Wahlrecht für Auslands-Kenianer, Verbot von staatlich finanziertem Wahlkampf und staatliche Finanzierung aller politischen Parteien. Das Regierungslager wollte darüber hinaus auch die aus dem 2005 verlorenen Referendum bekannten Fragestellungen der Machtverteilung zwischen Präsident und Premierminister, einem Zwei-Kammer-Regierungssystem, einer Verwaltungsreform der öffentlichen Hand (Provinzen, Distrikte), einer Frauenquote von einem Drittel im Parlament sowie religiöser Gerichtsbarkeit durch Kadis und andere Gruppen klären.

### Annahme einer neuen Verfassung am 4. August 2010
Am 4. August 2010 wurde von der Bevölkerung mehrheitlich die neue Verfassung Kenias in einem Referendum angenommen: Neben einer Bodenreform wird die Macht des Präsidenten künftig begrenzt und seine Wahlzeit auf zwei Legislaturperioden begrenzt. Ein Zweikammersystem wird eingeführt und ein Abtreibungsrecht bei Gefahr für die Mutter erlaubt. Islamische Gerichtsbarkeiten werden in der Verfassung verankert.